# Міжнародний аеропорт імені Колмана Янга
Міжнародний аеропорт імені Колмана Янга (англ. Coleman Young International Airport, коди DET, KDET), раніше Міський Аеропорт Детройта(англ. Detroit-City Airport) — другий за важливістю після аеропорту «Детройт Метро» муніципальний аеропорт міста Детройт, який розташований за 9 км на північний схід від центру міста в штаті Мічиган (США). Названий на честь першого чорношкірого мера Детройту Колмана Александра Янга (5 термінів на посаді мера з 1974 по 1993 рр.).
Комерційні перевізники пішли з аеропорту 2000 року коли міська влада міста Детройт не змогла гарантувати безпеку польотів для великих авіалайнерів. Того ж року місто зупинило фінансування. Зараз аеропорт обслуговує тільки приватні та навчальні літаки. Подальша доля аеропорту викликає сумніви, розглядаються плани закрити аеропорт та летовище.